# Ernst Begemann
Ernst Begemann (* 4. Dezember 1927 in Voßhagen (Bad Salzuflen); † 6. Dezember 2014) war ein Hochschullehrer für Sonderpädagogik an der Universität Koblenz-Landau.

## Leben
Ernst Begemann machte von 1947 bis 1949 die Ausbildung zum Volksschullehrer in Detmold, dann zum Sonderschullehrer in Berlin. Von 1950 bis 1965 war er Lehrer und Schulleiter an Volks-, Sonder- und Heimschulen in Ostwestfalen und Westberlin. Von 1965 bis 1969 war er als Assistent an der PH Ruhr. Von 1969 bis 1971 arbeitete er als Dozent und Professor an der PH Reutlingen. Seit 1971 war er am Institut für Sonderpädagogik der Erziehungswissenschaftlichen Hochschule RLP in Mainz tätig. Das Institut für Sonderpädagogik wurde 1985 der Universität Mainz zugeteilt und 1993 an die Universität Koblenz-Landau in Landau in der Pfalz verlagert. Er war Leiter mehrerer von Bund und Land geförderter Schulversuche zur Förderung Schwerstkörperbehinderter, zum Hauptschulabschluss für Lernbehinderte, zur Inneren Differenzierung in der Schule für Lernbehinderte.

## Veröffentlichungen
- Schulen, die den Einzelnen zum Lernen herausfordern. In: Gerd-Bodo Reinert, Irena Musteikiené (Hrsg.): Wissenschaft – Studium – Schule auf neuen Wegen. Lang, Frankfurt am Main 2002, S. 97–115.
- Lernen verstehen (lernen). In: Sonderpädagogik in Rheinland-Pfalz. 32, Nr. 1, 2002, S. 7–26.
- Gibt es („Sonder“-) Schulpädagogiken? 2003.
- Theoretische und institutionelle Behinderungen der „Integration“ von Mensch. 2003.
- Zum Begriff und Phänomen Lernen. Vom Lehren zum Selbstlernen. In: Hans Eberwein (Hrsg.): Handbuch Lernen und Lern-Behinderungen. Weinheim/Basel 1996.